# Чарівний меч: У пошуках Камелота
«Чарівний меч: У пошуках Камелота» (англ. Quest for Camelot) — американський анімаційний фільм у жанрі фентезі, випущений кінокомпанією «Warner Bros. Animation» у 1998 році. Знятий за мотивами роману «Королівська дівиця» (The King's Damosel) британської письменниці Вери Чепмен. Режисером мультфільму став Фредерік Ду Чау. Серед акторів, які озвучили персонажів були: Джесалін Ґілсіґ, Кері Елвес, Ґері Олдмен, Ерік Айдл, Дон Ріклс, Джеліл Вайт, Джейн Сеймур, Пірс Броснан, Гебріел Бірн, Джон Гілгуд (останній його фільм), Френк Велкер та Сара Рейн. Андреа Корр, Браян Вайт, Селін Діон та Стів Перрі стали співочими голосами Ґілсіґ, Елвеса, Сеймур та Бронсана.
У травні 1995 року «Warner Bros. Animation» оголосила проєкт під назвою «У пошуках Святого Грааля», режисером якого мав стати Білл Кроєр. Розробка мультфільму почалась наприкінці 1995 року, але її довелось відкласти через переспрямування аніматорів для завершення фільму «Космічний джем» (1996). Тим часом оригінальний сюжет зазнав серйозних змін, зокрема Святий Грааль в історії замінили на меч Екскалібур. Це призвело до непорозумінь, через що режисерське крісло зайняв Фредерік Ду Чау. Невдовзі проєкт покинули ще декілька співробітників. Через виробничі утруднення вихід мультфільму довелося відкласти на шість місяців, з листопада 1997 року на травень 1998. Анімація мультфільму переважно створювалася в Глендейлі (Каліфорнія) та Лондоні.
Вихід мультфільму «Чарівний меч: У пошуках Камелота» в США та Канаді відбувся 15 травня 1998 року. Мультфільм отримав змішані оцінки критиків та став так званою «дорогою невдачею», зібравши у прокаті $38.1 млн з загальним бюджетом у $40 млн. Одна з пісень мультфільму, The Prayer, здобула премію «Золотий глобус» за найкращу пісню до фільму та номінувалася на премію «Оскар» за найкращу пісню до фільму, але поступилася пісні When You Believe з мультфільму «Принц Єгипту».

## Сюжет
Рубер — лицар-вигнанець круглого столу — задумує викрасти легендарний меч Екскалібур. Коли меч загубився у Забороненому Лісі, Рубер влаштовує пошуки, але всі його плани зриває Кейлі (дочка одного з лицарів), Гарет (сліпий воїн) і Девон та Корнвал (двоголовий дракон).

## Актори, що озвучили персонажів
- Джесалін Ґілсіґ — Кейлі, молода жінка, яка хоче стати лицарем і врятувати Камелот
  - Андреа Корр — голос, яким Кейлі співає
  - Сара Рейн — юна Кейлі
- Кері Елвес — Гарретт, сліпий відлюдник, що допомагає Кейлі врятувати Камелот
  - Браян Вайт — голос, яким Гарретт співає
- Ґері Олдмен — Лорд Рубер, колишній лицар, який хоче бути королем Камелоту. Він намагається взяти Екскалібур. Лорд Рубер є головним антагоністом фільму
- Ерік Айдл і Дон Ріклс — Девон та Корнуолл відповідно, двоголовий дракон, з яким зустрічаються Кейлі та Гарретт
- Джейн Сеймур — Леді Джуліана, мати Кейлі, вдова, сумнівається, що Кейлі стане лицарем
  - Селін Діон — голос, яким Джуліана співає
- Пірс Броснан — Король Артур, легендарний король Англії, який проживає в Камелоті
  - Стів Перрі — голос, яким Король Артур співає
- Бронсон Пінчо — Грифон, домашній улюбленець і помічник Рубера
- Джаліл Вайт — Блейдбейк
- Гебріел Бірн — Лайонел, батько Кейлі, вбитий Рубером
- Френк Велкер — Айден, домашній сокіл Мерліна, який веде Гарретта
- Сер Джон Гілгуд — Мерлін, чарівник і радник Артура

## Створення
У травні 1995 року анімаційна студія «Warner Bros. Animation» вперше заявила про свій новий проєкт. Білл Кроєр та Фредерік Ду Чау мали стати режисерами, а Сью Кроєр мала обійняти посаду співпродюсера. Першопочатково історія мала обертатися навколо жіночого персонажа на ім'я Сьюзана, яка вирушає у небезпечні пошуки Святого Грааля, щоб врятувати свою сестру від жорстокого та могутнього лицаря. Виробництво почалось ще до остаточного ухвалення версії сюжету. Однак, восени 1995 року роботу над мультфільмом довелося відкласти через переспрямування аніматорів для завершення фільму «Космічний джем» (1996). Тим часом у квітні 1996 Крістофер Рів отримав роль короля Артура. У цей час також відбулися зміни у сюжеті, що призвело до непорозумінь між Кроєрами та менеджментом кіностудії. Зокрема, Святий Грааль замінили Екскалібуром, що на думку головного аніматора Макса Говарда краще відображало художнє тло фільму: «Символом Камелоту є сила Екскалібура, і це робить головну думку фільму цікавішою — хто володіє мечем, володіє силою». У середині 1996 року Кроєрів нібито звільнив сам Говард, який пізніше перейшов розробляти інший проєкт для кіностудії «Warner Bros. Feature Animation».
Півля відходу Кроєрів, два аніматори та ще декілька працівників мистецького відділу кіностудії теж покинули проєкт. У лютому 1997 року проект покинув продюсер Френк Ґледстоун, якого замінили на Делісу Коген. Спеціаліст зі спецефектів Мішель Ганьє так згадує цей період: «Люди просто здавались. „…“ Навколишня обстановка не сприяла роботі». Згодом Ду Чау призначили режисером, а Ріва, який не зміг більше записувати репліки, замінили на Пірса Броснана.
Через виробничі утруднення вихід мультфільму довелося відкласти на шість місяців, з листопада 1997 року на травень 1998. Анімація мультфільму переважно створювалася в Глендейлі (Каліфорнія) та Лондоні.

## Музика
31 січня 1996 року Керол Байєр Сейгер та Девід Фостер призначено для написання декількох пісень для мультфільму. Альбом посів 117 сходинку у рейтингу Billboard 200, а одна з пісень — «The Prayer» —здобула премію «Золотий глобус» за найкращу пісню до фільму та номінувалася на премію «Оскар» за найкращу пісню до фільму, але поступилася пісні «When You Believe» з мультфільму «Принц Єгипту».
У саундтреці, англійську версію пісні «The Prayer» окремо виконала Селін Діон, а італійську — Андреа Бочеллі. Нині більш відоме дуетне виконання Діон-Бочеллі двома мовами вперше з'явилося у жовтні 1998 року у різдвяному альбому Діон «These Are Special Times». Пісня також вийшла як сингл у березні 1999 року та увійшла до альбому Бочеллі «Sogno» (квітень 1999).
Пісня «Looking Through Your Eyes» стала головним синглом в саундтрек-альбомі. Серед інших пісень, написаних спеціально для мультфільму: «United We Stand», «On My Father's Wings», «Ruber», «I Stand Alone» та «If I Didn't Have You». Поп версії пісень «Looking Through Your Eyes» та «I Stand Alone» виконані Ліенн Раймс та Стівом Перрі відповідно.
| #  | Назва                       | Виконавці                 | Тривалість |
| -- | --------------------------- | ------------------------- | ---------- |
| 1. | «United We Stand»           | Стів Перрі                | 3:20       |
| 2. | «On My Father's Wings»      | Андреа Корр               | 3:00       |
| 3. | «Ruber»                     | Ґері Олдмен               | 3:56       |
| 4. | «The Prayer»                | Селін Діон                | 2:49       |
| 5. | «I Stand Alone»             | Стів Перрі                | 3:43       |
| 6. | «If I Didn't Have You»      | Ерік Айдл та Дон Ріклс    | 2:55       |
| 7. | «Looking Through Your Eyes» | Андреа Корр та Браян Вайт | 3:36       |

## Адаптації
У період між 1998 та 2001 роками виходила театральна постановка «У пошуках ночей Камелота» (англ. Quest for Camelot Nights), яка виконувалась у парку розваг Six Flags Great Adventure та була адаптацією мультфільму.
7 квітня 1998 року вийшла однойменна аудіокнига, створена на основі фільму. В аудіокнизі з'явилися дві нові пісні, які не увійшли до мультфільму — «Camelot» та «To Be a Knight». Аудіокнигу начитав Вел Беттін.
Також на основі мультфільму створено дві відеогри — «Quest for Camelot» та «Quest for Camelot: Dragon Games».